# Купянский сахарный комбинат
Купянский сахарный комбинат — предприятие пищевой промышленности в городе Купянск Харьковской области.

## История

### 1937—1991 годы
Купянский сахарный завод был построен в ходе индустриализации в соответствии с вторым пятилетним планом развития народного хозяйства СССР и введён в эксплуатацию в 1937 году, проектная мощность предприятия обеспечивала возможность перерабатывать 25 тыс. центнеров сахарной свёклы в сутки.
Во время Великой Отечественной войны в связи с приближением к городу линии фронта оборудование предприятия было эвакуировано в город Коканд Узбекской ССР, заводские здания и сооружения серьёзно пострадали в ходе боевых действий и немецкой оккупации. В 1946 году в соответствии с четвёртым пятилетним планом восстановления и развития народного хозяйства СССР началось восстановление завода, на котором было установлено более современное оборудование.
В 1948 году восстановление предприятия было завершено, в 1949 году завод дал первую послевоенную продукцию сахара.
В 1954 году в результате объединения Купянского сахарного завода и Киселёвского совхоза был создан Купянский сахарный комбинат.
В 1954—1965 гг. предприятие было полностью реконструировано, перерабатывающие мощности были увеличены с 26 тыс. центнеров до 35 тыс. центнеров сахарной свеклы в сутки.
В 1965 году комбинат переработал произвёл 98,8 тыс. тонн сахара-песка.
В 1978 году комбинат произвёл 122,8 тыс. тонн сахара-песка, производственные мощности предприятия составляли 40 тыс. центнеров сахарной свеклы в сутки.
В советское время комбинат входил в число ведущих предприятий города, на балансе предприятия находились объекты социальной инфраструктуры (в том числе, больница и клуб).

### После 1991 года
В июле 1995 года кабинет министров Украины утвердил решение о приватизации комбината, после чего государственное предприятие было преобразовано в открытое акционерное общество, собственником которого стала киевская компания ОАО "Сахарный союз «Укррос»".
В 2001 году комбинат переработал 326 тыс. тонн сахарного сырья, добился самого высокого выхода сахара из сырья 
(14,28% - при среднем по Украине 13,38%) и произвёл 43,8 тыс. тонн сахара.
В 2002 году в связи с неурожаем сахарной свёклы объемы производства уменьшились на 11 тыс. тонн (до 11 ноября 2002 завод произвёл 26,5 тыс. тонн сахара, после чего в связи с израсходованием сырья был остановлен и в дальнейшем работал не в полную мощность).
В 2003 году комбинат произвёл 23,2 тыс. тонн сахара.
В 2004 году завод переработал 272,9 тыс. тонн свеклы, из которой произвел 37,4 тыс. тонн сахара, но в связи с сокращением посевов сахарной свёклы в стране положение предприятия осложнилось (часть сырья пришлось закупать за пределами Харьковской области, что увеличило издержки).
В декабре 2004 года хозяйственный суд Харьковской области возбудил дело №Б-48/08-04 о признании банкротом ОАО "Купянский сахарный комбинат".
В первом полугодии 2005 года комбинат израсходовал свыше 7 млн. гривен на создание собственной сырьевой базы и произвел в 2005 году 29,3 тыс. тонн сахара.
В 2006 году комбинат переработал 272,5 тыс. тонн свеклы и произвел 34,8 тыс. тонн сахара.
Начавшийся в 2008 году экономический кризис осложнил положение комбината, весной 2009 года владельцы предприятия приняли решение о закрытии и ликвидации завода, который в апреле 2009 года начали разбирать на металлолом.
14 июля 2010 года суд вынес постановление о санации комбината, после чего купившее завод украинско-турецкое предприятие приняло решение о демонтаже оборудования на металлолом.
В январе 2011 года в одном из цехов комбината было освоено производство сухой строительной извести путём обжига известняка. По состоянию на начало 2012 года, производственное оборудование комбината было продано и вывезено с его территории - работу продолжал только один из цехов, перепрофилированный под производство извести и преобразованный в предприятие «Купянскспецпереработка».